# 백년손님 (텔레비전 프로그램)
《백년손님》은 SBS TV에서 2009년 6월 19일부터 2018년 9월 29일까지 방송된 예능 프로그램이다.

## 백년손님 개요

### 기획 의도
고부갈등보다 뜨거운 화두로 장서 간의 문제들이 떠오르고 있음에 따라 가깝지만 어렵고도 어색한 사이였던 사위와 장모, 장인의 변화하는 모습을 통해 진정한 가족의 의미를 되새겨 보고자 하는 프로그램.

### 프로그램의 역사
- 2009년 5월 1일 : 파일럿 편성
- 2009년 6월 19일 ~ 2011년 6월 17일 : 첫방송했고 매주 금요일 밤 11시 10분에 정규 편성되었다. 파일럿 방송 때 MC였던 박미선이 비슷한 포맷의 MBC 세상을 바꾸는 퀴즈를 진행했던 탓인지[1] 정규 편성 당시 여성 MC 목록에서 제외됐고 이 과정에서 김원희가 여성 MC로 발탁됐다.[2]
- 2011년 6월 30일 ~ 2018년 1월 4일 : 매주 목요일 밤 11시 10분으로 시간대를 이동했는데 기획 초반 ‘스타 청문회’라는 콘셉트로 평소 게스트들에게 궁금했던 질문과 의혹들을 가열차게 쏟아내며 인기를 모았으나 집단 게스트로 변경되면서 게스트에 대한 집중도가 떨어졌고, 프로그램이 가졌던 뚜렷한 색깔도 사라져[3] 시청률 부진을 면치 못한 것 외에도 프로그램의 감초 역할을 톡톡히 해준 MC 대성의 교통사고 연류 등의 요인 탓인지 2011년 7월 4일 방송분을 마지막으로 종영된 《밤이면 밤마다》자리에 이동 편성될 예정이었지만 공동 MC 김원희가 당시 동시간대 MBC 《놀러와》에 출연 중이었던 불발됐다.
- 2018년 1월 13일 ~ 2018년 9월 29일 : 매주 토요일 저녁 6시 20분에 시간대를 이동해서 방영되었는데 김원희가 메인 MC로 활동한 tv조선 《살림 9단의 만물상》 이 2017년 12월 7일부터 목요일 밤 11시로 이동하면서 겹치기 출연이 불가피해진 것으로 풀이되며 이 프로그램은 2018년 10월 19일부터 금요일 밤 11시로 시간대를 이동했고[4] SBS는 해당 프로그램이 옮겨간 자리에 《로맨스 패키지》를 편성할 예정이었으나 메인 MC 전현무가 KBS 2TV 《해피투게더》에 출연 중이었던 터라 불발됐으며[5] 금요일 이동설도 있었으나 전현무가 MBC 《나 혼자 산다》에 출연 중이라 무산됐고 2018년 5월 2일부터 수요일 시간에 간신히 편성됐다.
- 2018년 9월 29일 : 프로그램 종영[6]

## 방송 시간
| 방송 채널 | 방송 기간                         | 방송 시간                    | 방송 시간                    | 비고        |
| SBS TV    |                                   |                              |                              |             |
| --------- | --------------------------------- | ---------------------------- | ---------------------------- | ----------- |
| SBS TV    | 2009년 5월 1일                    | 금요일 밤 8:50 ~ 9:55        | 금요일 밤 8:50 ~ 9:55        | 파일럿 편성 |
| SBS TV    | 2009년 6월 19일 ~ 2011년 6월 17일 | 매주 금요일 밤 11:10 ~ 12:10 | 매주 금요일 밤 11:10 ~ 12:10 | 정규 편성   |
| SBS TV    | 2011년 6월 30일 ~ 2017년 7월 27일 | 매주 목요일 밤 11:10 ~ 12:30 | 매주 목요일 밤 11:10 ~ 12:30 | 정규 편성   |
| SBS TV    | 2017년 8월 3일 ~ 2018년 1월 4일   | 1부                          | 매주 목요일 밤 11:10 ~ 11:50 | 분리 편성   |
| SBS TV    | 2017년 8월 3일 ~ 2018년 1월 4일   | 2부                          | 매주 목요일 밤 11:50 ~ 12:30 | 분리 편성   |
| SBS TV    | 2018년 1월 13일 ~ 2018년 9월 29일 | 1부                          | 매주 토요일 오후 6:20 ~ 7:10 | 분리 편성   |
| SBS TV    | 2018년 1월 13일 ~ 2018년 9월 29일 | 2부                          | 매주 토요일 오후 7:10 ~ 8:00 | 분리 편성   |

## 역대 진행자
| 역대 | 여진행자 | 남진행자       |
| ---- | -------- | -------------- |
| 1    | 김원희   | 김용만         |
| 2    | 김원희   | 김성주, 최양락 |
| 3    | 김원희   | 신현준         |
| 4    | 김원희   |                |

## 출연자

### 스튜디오 패널 출연진 (~ 2018. 9. 29)
| 출연진명             | 비 고         |
| -------------------- | ------------- |
| 성대현 (가수)        | 고정 출연진   |
| 문세윤               | 고정 출연진   |
| 나르샤               | 고정 출연진   |
| 한숙희 (이만기 아내) | 고정 출연진   |
| 명현숙 (하일 아내)   | 고정 출연진   |
| 김재연 (박형일 아내) | 비고정 출연진 |

### 고정 출연진 (~ 2018. 9. 29)
| 출연자명      | 가족명                        | 비 고       |
| ------------- | ----------------------------- | ----------- |
| 박형일 (사위) | 박순자 (장모)                 | 김재연 (妻) |
| 이만기 (사위) | 최위득 (장모)                 | 한숙희 (妻) |
| 하일 (사위)   | 명종호 (장인) / 이정희 (장모) | 명현숙 (妻) |

### 비고정 출연진 (~ 2018. 9. 29)
| 출연자명      | 가족명                        | 비 고                   |
| ------------- | ----------------------------- | ----------------------- |
| 남재현 (사위) | 최윤탁 (장인) / 이춘자 (장모) | 후타삼 - 김음정, 신순달 |
| 이봉주 (사위) | 김영극 (장인) / 임정자 (장모) |                         |
| 황태경 (사위) | 방원자 (장모)                 | 나르샤 (妻)             |

### 과거 출연진
| 출연진명             | 가족명                                    | 비 고                                                                              |
| -------------------- | ----------------------------------------- | ---------------------------------------------------------------------------------- |
| 김환 (스튜디오 패널) |                                           | SBS 퇴사로 인한 하차                                                               |
| 함익병 (사위)        | 권난섭 (장모)                             |                                                                                    |
| 조연우 (사위)        | 차경훈 (장인) / 김로미 (장모)             |                                                                                    |
| 우현 (사위)          | 곽의진 (장모)                             |                                                                                    |
| 한창 (사위)          | 장원수 (장인) / 조희자 (장모)             |                                                                                    |
| 마크 테일러 (사위)   | 이재훈(장인) / 이인숙 (장모)              |                                                                                    |
| 이철민 (사위)        | 김경순 (장모)                             |                                                                                    |
| 정성호 (사위)        | 오영숙 (장모)                             |                                                                                    |
| 김보성 (사위)        | 박명근 (장인) / 허성자 (장모)             |                                                                                    |
| 신효섭 (사위)        | 김영철 (장인) / 오신자 (장모)             |                                                                                    |
| 김일중 (사위)        | 윤영수 (장인) / 박순식 (장모)             |                                                                                    |
| 송영빈 (사위)        | 유기혁 (장인)                             |                                                                                    |
| 마해영 (사위)        | 민권례 (장모)                             |                                                                                    |
| 샘 해밍턴 (사위)     | 허금순 (장모)                             |                                                                                    |
| 손준호 (사위)        | 김성권 (장인) / 장경애 (장모)             |                                                                                    |
| 변기수 (사위)        | 정종배 (장인) / 손향숙 (장모)             |                                                                                    |
| 권재관 (사위)        | 김창길 (장인) / 이선숙(장모)              |                                                                                    |
| 임효성 (사위)        | 박선자 (장모)                             |                                                                                    |
| 홍혜걸 (사위)        | 김복순 (장모)                             |                                                                                    |
| 최종화 (사위)        | 안훈호 (장인) / 김수자 (장모)             | 시청자 사연 공모를 받은 섭외                                                       |
| 김성준 (사위)        | 최성원 (장인) / 김경숙 (장모)             | 시청자 사연 공모를 받은 섭외                                                       |
| 김정민 (사위)        | 타니 모리요시 (장인) / 타니 타미코 (장모) |                                                                                    |
| 정승수 (사위)        | 이연복 (장인)                             |                                                                                    |
| 김종진 (사위)        | 최봉옥 (장모)                             | 이승신 (妻) - 스튜디오 패널 출연진                                                 |
| 김태용 (사위)        | 김본압 (장인) / 이강엽 (장모)             | 시청자 사연 공모를 받은 섭외 (2018년 5월 19일 가정의 달 특집 방송 출연)            |
| 권해성 (사위)        | 윤일현 (장인) / 이순하 (장모)             | 윤지민 (妻) / 2018년 8월 18일. 8월 25일, 9월 22일, 9월 29일 방송 출연진            |
| 최복례 (1925~2016)   |                                           | (후타삼) 2016년 7월 6일 사망했으며 이전 방송분은 유족의 뜻의 따라 전부 방송되었다. |

## 기타
- 2013년 7월과 8월 방영분에서 폭탄주를 제조해 마시는 장면을 장시간 반복해서 내보내어 같은 해 10월 24일 열린 대한민국 방송통신심의위원회 전체회의에서 '주의' 조치를 받았다.[7]

## 타이틀 변천사
| 역대 | 타이틀            | 방송 기간                         |
| ---- | ----------------- | --------------------------------- |
| 1대  | 스타부부쇼 자기야 | 2009년 6월 19일 ~ 2013년 5월 30일 |
| 2대  | 자기야 백년손님   | 2013년 6월 6일 ~ 2018년 1월 4일   |
| 3대  | 백년손님          | 2018년 1월 13일 ~ 2018년 9월 29일 |

## 편성 변경 및 결방 사유

### 2009년
- 10월 9일 - 밤 11:15 FIFA U-20 월드컵 8강 <대한민국 vs 가나> 중계 편성으로 인한 결방
- 11월 27일 - 밤 9:55 <대통령 국민과의 대화> 편성으로 인한 결방

### 2010년
- 2월 19일 - <밴쿠버 2010> 프라임 타임 편성으로 인한 결방
- 2월 26일 - <밴쿠버 2010> 프라임 타임 편성으로 인한 결방
- 3월 19일 - 작곡가 박춘석 추모 특집 <패티김, 이미자의 못다한 이야기> 편성으로 인한 결방
- 4월 16일 - 특집 <올리브> 편성으로 결방
- 6월 11일 - 밤 10:40 2010 FIFA 월드컵 개막전 <남아공 vs 멕시코> 중계 편성으로 인한 결방
- 6월 18일 - 밤 10:30 2010 FIFA 월드컵 <슬로베니아 vs 미국> 중계 편성으로 인한 결방
- 6월 25일 - 밤 10:30 2010 FIFA 월드컵 <북한 vs 코트디부아르> 중계 편성으로 인한 결방
- 7월 2일 - 밤 10:40 2010 FIFA 월드컵 8강전 <네덜란드 vs 브라질> 중계 편성으로 인한 결방
- 11월 12일 - 밤 9:55 창사 20주년 2부작 특집 드라마 초혼 편성으로 인한 결방
- 12월 31일 - 밤 9:50 2010SBS 연기대상 1~2부 편성으로 인한 결방

### 2011년
- 2월 4일 - 설 특선영화 전우치 편성으로 인한 결방
- 10월 20일 - <서울시장 보궐선거 후보자 토론회> 편성으로 인한 결방
- 12월 29일 - 저녁 8:50 SBS 가요대전 1~2부 편성으로 인한 결방

### 2012년
- 4월 19일 - 미니시리즈 옥탑방 왕세자 9~10회 연속 편성으로 인한 결방
- 8월 2일 - 2012년 하계 올림픽 중계 편성으로 인한 결방
- 8월 9일 - 2012년 하계 올림픽 중계 편성으로 인한 결방

### 2013년
- 5월 30일 - 밤 10:00 2부작 특집드라마 사건번호 113 편성으로 인한 결방
- 9월 26일 - 송포유 3부 편성으로 인한 결방
- 10월 31일 - 특집 오! 마이 베이비 편성으로 인한 결방

### 2014년
- 2월 13일 - 2014년 동계 올림픽 스피드 스케이팅 여자 1000m 중계 편성으로 인한 결방
- 2월 20일 - 2014년 동계 올림픽 중계 편성으로 인한 결방
- 4월 17일 - 세월호 침몰 사고 뉴스 특보 편성으로 인한 결방
- 4월 24일 - 특선다큐 <최후의 툰드라, 툰드라의 아들> 편성으로 인한 결방
- 5월 29일 - <경기도 지사 후보자 토론회> 편성으로 인한 결방
- 9월 25일 - 2014년 아시안 게임 특집 나이트라인 편성으로 인한 결방
- 10월 2일 - 2014년 아시안 게임 축구 결승전 중계 편성으로 인한 결방

### 2015년
- 1월 1일 - 신년특선영화 관상 편성으로 인한 결방
- 4월 16일 - 특선다큐 <망각의 시간 기억의 시간> 편성으로 인한 결방
- 11월 19일 - 2015년 WBSC 프리미어 12 중계가 길어진 관계로 결방
- 12월 31일 - 저녁 8:55 SBS 연기대상 중계 편성으로 인한 결방

### 2016년
- 8월 11일 - 저녁 8:55 2016년 하계 올림픽 중계 편성으로 인한 결방
- 8월 18일 - 2016년 하계 올림픽 중계 편성으로 인한 결방

### 2017년
- 1월 26일 - 밤 10:00 미니시리즈 사임당, 빛의 일기 1~2회 연속 편성으로 인한 결방
- 2월 16일 - 2017 SBS 특별기획 <대선주자 국민면접> 편성으로 인한 결방
- 4월 13일 - 밤 10:00 <2017 국민의 선택> '대통령 후보 초청 토론회' 1~2부 편성으로 인한 결방
- 10월 5일 - 특집 <내방을 여행하는 낯선 이를 위한 안내서> 편성으로 인한 결방
- 12월 14일 - 파일럿 잔혹하고 아름다운 연애도시 1회 편성으로 인한 결방
- 12월 21일 - 잔혹하고 아름다운 연애도시 1~2회 연속 편성으로 인한 결방

### 2018년
- 2월 10일 - 저녁 6:00 2018년 동계 올림픽 중계 편성으로 인한 결방
- 6월 16일 - 2018 러시아 월드컵 중계 방송으로 인한 결방
- 9월 1일 - 2018 자카르타-팔렘방 아시안게임 중계 편성으로 인한 결방